# Водник (футбольный клуб, Николаев)
Футбольный клуб «Водник» (укр. Футбольний клуб "Водник") — украинский футбольный клуб из Николаева (Николаевская область). Выступал в чемпионате Николаевской области по футболу, Любительских чемпионатах Украины, Второй лиге чемпионата Украины. Расформирован 2004 году.

## История

### Местран
В начале 20-х годов XX века в Николаевском морском торговом порту образовалась команда «Грузчики», позже она была переименована в «Местран». Портовики занимали призовые места в чемпионатах города Николаева, побеждали в междугородних поединках, а лучшие игроки выступали в составе сборной города.

### Водник
В 1946 году портовая команда была возрождена под названием «Водник». С 1965 года она выступает в чемпионатах города, области и Украины. В 1974 году — чемпион Николаевской области. В следующем году «Водник» дебютировал в чемпионате Украины среди коллективов физической культуры.
В 80-х годах «Водник» добился больших успехов в первенстве и кубке Черноморского бассейна, был победителем и призёром чемпионатов города и области, обладателем кубка Николаева, регулярно выступал в любительском чемпионате Украины. Все успехи «Водника» в 70-е 80-е годы неразрывно связаны с плодотворной работой тренера Анатолия Нерана. Из-за финансовых проблем в 1993 году команда прекратила существование.
В 2001 году при поддержке администрации и профкома порта команда была возрождена. В том же сезоне «Водник» выиграл чемпионаты города и области, спартакиаду Черноморского бассейна, завоевал кубок города и области.
В 2002 году в любительском первенстве Украины «Водник» сначала завоевал право играть в финале, а затем занял в нём почётное третье место, не проиграв ни в одном поединке. Тем самым команда получила право стартовать в следующем сезоне во второй лиге чемпионата Украины.
В том же году сменилось руководство Николаевского морского торгового порта, который был генеральным спонсором незадолго перед тем созданного ФК «Водник» (клуб опекали руководители порта — Валерий Хабаров, а затем — сменивший его Владимир Емельянов). Новый руководитель порта Василий Зубков относился к футболу уже не так как предыдущее руководство. Вместо обещанных солидных премий за выход во вторую лигу коллектив получил чисто символические вознаграждения. Следующие полгода, когда следовало готовиться к дебюту на профессиональном уровне, «Водник» прожил в ожидании — будет ли профинансировано участие команду? За несколько дней до старта порт всё-таки выделил средства на оплату заявочного взноса. Первую половину сезона игроки отработали без премиальных и с долгами по зарплате. Зимой же «Водник» снялся с чемпионата Украины. Все игроки получили статус свободных агентов. Команда не сумела продолжить выступления даже на городском уровне и была расформирована.

## Достижения

### Водник (1946—2004)
| Вторая лига Украины: - 16 место (1) — Вторая лига Украины по футболу 2003/2004 (группа «Б») | Чемпионат Николаевской области: - Победитель (6) — 1985, 1987, 1988, 1990, 2001, 2002 - Серебряный призёр (3) — 1975, 1976, 1986 - Бронзовый призёр (4) — 1977, 1978, 1983, 1989 Кубок Николаевской области: - Победитель (3) — 1975, 2001, 2002 - Финалист (6) — 1974, 1983, 1984, 1986, 1987, 1990 |

### Региональные и ранние соревнования
Чемпионат города Николаева:
- Победитель (3) — 1923 (осень), 1926 (весна), 1929 (осень)
- Серебряный призёр (3) — 1923 (весна), 1924 (весна), 1924 (осень)
- Бронзовый призёр (2) — 1925 (осень), 1928 (осень)

## Стадион
Домашние матчи любительских чемпионатов Украины и области «Водник» проводил в городе Николаеве на стадионе «Юность» (ул. Чигрина, 15). Данный стадион не соответствует требованиям ПФЛ, поэтому соперников по второй лиге николаевцы принимали в Очакове на стадионе «Артания».

## История выступлений

### Сводная таблица
| Сезон                    | Лига               | Место | И  | В | Н | П  | МЗ | МП | О  | Кубок                    | Примечания                                       |
| ------------------------ | ------------------ | ----- | -- | - | - | -- | -- | -- | -- | ------------------------ | ------------------------------------------------ |
| Любительский уровень     |                    |       |    |   |   |    |    |    |    |                          |                                                  |
| 1975                     |                    |       |    |   |   |    |    |    |    | 1/4 финала кубка Украины |                                                  |
| 1976                     | КФК 3 зона         | 7     | 20 | 8 | 3 | 9  | 16 | 16 | 19 |                          |                                                  |
| 1986                     | КФК ? зона         | 4     | 16 | 6 | 4 | 6  | 19 | 26 | 16 |                          |                                                  |
| 1987                     | КФК 5 зона         | 10    | 18 | 3 | 1 | 14 | 17 | 45 | 7  |                          |                                                  |
| 1988                     | КФК ? зона         | 11    | 20 | 1 | 6 | 13 | 11 | 35 | 8  |                          |                                                  |
| 1989                     | КФК ? зона         | 10    | 24 | 6 | 5 | 13 | 28 | 37 | 17 |                          |                                                  |
| 1990                     | КФК ? зона         | 16    | 30 | 2 | 7 | 21 | 11 | 53 | 11 |                          |                                                  |
| 1991                     | КФК 4 зона         | 15    | 30 | 3 | 6 | 21 | 22 | 74 | 12 |                          |                                                  |
| 1992-93                  | КФК 6 зона         | 14    | 26 | 0 | 4 | 22 | 7  | 34 | 4  |                          | Команда снялась с турнира после 12-го тура       |
| 2002                     | КФК 4 зона         | 3     | 6  | 2 | 1 | 3  | 7  | 8  | 7  |                          |                                                  |
|                          | стыковой матч      |       | 1  | 1 | 0 | 0  | 3  | 1  | 3  |                          |                                                  |
|                          | 2 этап, Гр. 2      | 2     | 6  | 3 | 1 | 2  | 7  | 7  | 10 |                          |                                                  |
|                          | полуфинал, Гр. «Б» | 1     | 3  | 1 | 2 | 0  | 3  | 2  | 5  |                          |                                                  |
|                          | финал              | 3     | 3  | 0 | 3 | 0  | 3  | 3  | 3  |                          | Команда получила место во 2 лиге                 |
| 2003                     | КФК 6 зона         | 3     | 8  | 4 | 0 | 4  | 11 | 10 | 12 |                          | Команда снялась с турнира из-за старта во 2 лиге |
| Профессиональный уровень |                    |       |    |   |   |    |    |    |    |                          |                                                  |
| 2003-04                  | ІІ Гр. «Б»         | 16    | 30 | 2 | 3 | 25 | 7  | 24 | 9  | 1/32 финала              | Команда снялась с соревнований[3]                |

### Путь во вторую лигу
«Водник» в любительском чемпионате Украины 2002
| Дата                                | Дома / в гостях | Соперник               | Счёт | Авторы мячей у «Водника»                                                                                      | Протокол | Примечания |
| ----------------------------------- | --------------- | ---------------------- | ---- | --- | -------- | ---------- |
| 1-й этап, группа 4                  |                 |                        |      | |          |            |
| 24.04.2002                          | г               | КЗЭСО Каховка          | 0:3  | | протокол |            |
| 01.05.2002                          | г               | ВАОК Владимировка      | 1:0  | Виталий Котов (14, пенальти)                                                                                  | протокол |            |
| 15.05.2002                          | д               | «Колос» Степовое       | 0:0  | | протокол |            |
| 22.05.2002                          | г               | «Колос» Степовое       | 1:2  | Виталий Котов (53)                                                                                            | протокол |            |
| 05.06.2002                          | д               | ВАОК Владимировка      | 5:1  | Дмитрий Сацюк (11), Виталий Котов (17), Сергей Тягий (36), Андрей Жовжеренко (59), Александр Смерчинский (85) | протокол |            |
| 12.06.2002                          | д               | КЗЭСО Каховка          | 0:2  | | протокол |            |
| Стыковые матчи                      |                 |                        |      | |          |            |
| 26.06.2002                          | г               | «Родина» Кривой Рог    | 3:1  | Дмитрий Сацюк (9), Сергий Тягий (50), (89)                                                                    | протокол |            |
| 03.07.2002                          | д               | «Родина» Кривой Рог    | +:-  | |          | неявка     |
| 2-й этап, группа 2                  |                 |                        |      | |          |            |
| 31.07.2002                          | д               | «Факел-ГПЗ» Варва      | 2:1  | Сергей Тягий (2), Максим Стефанишин (55)                                                                      | протокол |            |
| 17.08.2002                          | г               | «Днепр-Евробис» Киев   | 1:0  | Овик Галстян (20, пенальти)                                                                                   | протокол |            |
| 28.08.2002                          | д               | ФК «Нежин»             | 2:1  | Овик Галстян (53), Сергей Тягий (60)                                                                          | протокол |            |
| 11.09.2002                          | г               | ФК «Нежин»             | 1:2  | Дмитрий Сацюк (88)                                                                                            | протокол |            |
| 25.09.2002                          | д               | «Днепр-Евробис» Киев   | 1:1  | Овик Галстян (51, пенальти)                                                                                   | протокол |            |
| 02.10.2002                          | г               | «Факел-ГПЗ» Варва      | 0:2  | | протокол |            |
| Финальный турнир. Каховка. 1-й этап |                 |                        |      | |          |            |
| 19.10.2002                          | н               | «Европа» Прилуки[укр.] | 0:0  | | протокол |            |
| 21.10.2002                          | н               | ФК «Лужаны»            | 2:1  | Владимир Гук (38), Дмитрий Сацюк (39)                                                                         | протокол |            |
| 23.10.2002                          | н               | «Нефтяник-Псёл» Гадяч  | 1:1  | Андрей Жовжеренко (65)                                                                                        | протокол |            |
| Финальный турнир. Каховка. 2-й этап |                 |                        |      | |          |            |
| 25.10.2002                          | н               | «Факел-ГПЗ» Варва      | 1:1  | Владимир Гук (37)                                                                                             | протокол |            |
| 27.10.2002                          | н               | КЗЭСО Каховка          | 2:2  | Овик Галстян (15), (89)                                                                                       | протокол |            |

### «Водник» во второй лиге
| Дата | Дома / в гостях    | Соперник                        | Счёт               | Авторы мячей у «Водника»           | Протокол | Примечания                                 |
| --- | ------------------ | ------------------------------- | ------------------ | ---------------------------------- | -------- | ------------------------------------------ |
| 26.07.2003                                                                                                   | г                  | «Динамо-ИгроСервис» Симферополь | 0:2                |                                    | протокол | Первый матч «Водника» среди профессионалов |
| 02.08.2003                                                                                                   | д                  | «Черноморец-2» Одесса           | 1:1                | Сергей Тягий (44)                  | протокол | Первый забитый мяч                         |
| 16.08.2003                                                                                                   | г                  | «Олком» Мелитополь              | 0:3                |                                    | протокол | Самое крупное поражение                    |
| 23.08.2003                                                                                                   | д                  | «Кристалл» Херсон               | 2:0                | Владимир Скрипка (50), (70)        | протокол | Первая победа; Самая крупная победа        |
| 30.08.2003                                                                                                   | г                  | «Олимпия ФК АЭС» Южноукраинск   | 1:1                | Сергей Козлов (60)                 | протокол |                                            |
| 07.09.2003                                                                                                   | д                  | ПФК «Севастополь»               | 0:2                |                                    | протокол |                                            |
| 13.09.2003                                                                                                   | г                  | «Рось» Белая Церковь            | 0:1                |                                    | протокол |                                            |
| 21.09.2003                                                                                                   | д                  | «Днестр» Овидиополь             | 0:2                |                                    | протокол |                                            |
| 28.09.2003                                                                                                   | г                  | «Крымтеплица» Молодёжное        | 0:3                |                                    | протокол | Самое крупное поражение                    |
| 05.10.2003                                                                                                   | д                  | «Пальмира» Одесса               | 1:0                | Дмитрий Боровский (52)             | протокол |                                            |
| 12.10.2003                                                                                                   | г                  | «Титан» Армянск                 | 0:1                |                                    | протокол |                                            |
| 19.10.2003                                                                                                   | д                  | «Горняк-Спорт» Комсомольск      | 0:2                |                                    | протокол |                                            |
| 26.10.2003                                                                                                   | г                  | ФК «Черкассы»                   | 1:1                | Валерий Высокос (90+2)             | протокол |                                            |
| 01.11.2003                                                                                                   | г                  | «Кривбасс-2» Кривой Рог         | 0:2                |                                    | протокол |                                            |
| 08.11.2003                                                                                                   | д                  | «Электрометаллург-НЗФ» Никополь | 1:3                | Дмитрий Боровский (9)              | протокол | Самый результативный матч                  |
| Лучшие бомбардиры:                                                                                           | Лучшие бомбардиры: | Лучшие бомбардиры:              | Лучшие бомбардиры: | Владимир Скрипка Дмитрий Боровский | по 2     | по 2                                       |
| После первого круга команда «Водник» снялась с соревнований. В оставшихся матчах ей засчитаны поражения -:+. |                    |                                 |                    |                                    |          |                                            |

## Состав
Состав команды в единственном сезоне во второй лиге чемпионата Украины 2003/04

| № |              | Поз. | Имя                | Год рождения |
| - | ------------ | ---- | ------------------ | ------------ |
|   | Флаг Украины | Вр   | Евгений Кравченко  | 1986         |
|   | Флаг Украины | Вр   | Даниил Биктимиров  | 1982         |
|   | Флаг Украины | Вр   | Артём Черняев      | 1982         |
|   | Флаг Украины | Защ  | Юрий Зеленский     | 1980         |
|   | Флаг Украины | Защ  | Сергей Силецкий    | 1971         |
|   | Флаг Украины | Защ  | Игорь Черноусов    | 1983         |
|   | Флаг Украины | Защ  | Евгений Криворучко | 1983         |
|   | Флаг Украины | Защ  | Денис Шепитько     | 1982         |
|   | Флаг Украины | Защ  | Сергей Пасхалов    | 1984         |
|   | Флаг Украины | ПЗ   | Сергей Шарабура    | 1975         |
|   | Флаг Украины | ПЗ   | Валерий Высокос    | 1970         |

| № |              | Поз. | Имя               | Год рождения |
| - | ------------ | ---- | ----------------- | ------------ |
|   | Флаг Украины | ПЗ   | Николай Маринич   | 1979         |
|   | Флаг Украины | ПЗ   | Сергей Тягий      | 1979         |
|   | Флаг Украины | ПЗ   | Сергей Козлов     | 1978         |
|   | Флаг Украины | ПЗ   | Виталий Котов     | 1971         |
|   | Флаг Украины | ПЗ   | Александр Иванчук | 1981         |
|   | Флаг Украины | ПЗ   | Дмитрий Боровский | 1980         |
|   | Флаг Украины | Нап  | Николай Попелышко | 1984         |
|   | Флаг Украины | Нап  | Дмитрий Сацюк     | 1982         |
|   | Флаг Украины | Нап  | Семён Кучеренко   | 1977         |
|   | Флаг Украины | Нап  | Владимир Скрипка  | 1974         |

### Тренерский штаб
| Главный тренер | Леонид Николаенко (1957) |
| Тренер         | Игорь Милюкин (1967)     |

## Руководство клуба
| Почётный президент | Василий Алексеевич Зубков, начальник Николаевского морского торгового порта |
| Президент          | Леонид Николаевич Байденко, председатель профкома потра                     |
| Начальник команды  | Анатолий Дмитриевич Неран                                                   |
| Администратор      | Юрий Петрович Черник                                                        |